# Rudá Marie
Rudá Marie je komická opera, kterou složil skladatel a dirigent Jan Kučera. Jako libreto použil text jednoho z dílů rozhlasového seriálu Tlučhořovi autorské dvojice Oldřich Kaiser - Jiří Lábus. Pojednává o setkání starých komunistů po převratu v roce 1989, kdy v tajném bunkru pod Stalinovým pomníkem vzpomínají na staré dobré časy a plánují návrat starých pořádků.
Opera byla poprvé uvedena 7. května 2015 na Nové scéně Národního divadla v Praze.
Opera má jedno dějství o třech obrazech a trvá celkem 75 minut.

## Osoby a premiérové obsazení (pěvecké role)
Rudá Marie, stará komunistka (soprán): Jitka Svobodová
Božena Tlučhořová, kuchařka, krycí jméno Rettigová (soprán): Jitka Svobodová
Páťa Tlučhoř, bývalý milicionář, krycí jméno Šakal (baryton): Josef Škarka
Mirko Hýl, básník (baryton): Daniel Klánský
Staliňák, starý komunista (tenor): Matěj Ruppert
Klíčník (basbaryton): Michal Kubečka

## Další postavy a premiérové obsazení
Důchodce "Máma": Karel Weber
Důchodce "Táta": Miloslav Mejzlík
Loutkoherci Černého divadla: Ivo Jirásek, Petr Münch
Další osazenstvo: Jana Chudlařská, Lída Böhmová, Jana Heuerová, Marie Syrová, Jarmila Šimonová, Růžena Havlová, Marcela Šiková

## Realizační tým premiéry
Hudební nastudování a dirigent: Jan Kučera
Režie: Viktorie Čermáková
Scéna a světelný design: Jan Štěpánek
Kostýmy: Zuzana Bambušek Krejzková
Pohybová spolupráce: Zdeněk Prokeš
Produkce: Ivan Bierhanzl
Členové Orchestru Národního divadla

## Charakteristika postav
Páťa Tlučhoř (baryton)
Primitiv. Otec rodiny žijící v Praze na Žižkově. Asi 55 let. Bývalý milicionář a agent StB, krycí jména Šakal, Kojot a Šedý Béďa. Člověk bez morálních zásad, sobec, kterému se stýská po „starých dobrých časech“. Narodil se v Rožmitově, avšak v díle 119 tvrdí, že se narodil v Berouně. Jako jinoch se účastnil projevu Klementa Gottwalda na Staroměstském náměstí. V mládí ničil ve své rodné vesnici vše, co mu přišlo pod ruce. Střílel slepice, podpálil seník, lámal stromy. Později většinu občanů vesnice udal. Za války, ještě jako dítě, udával gestapu. Je mu vlastní bezbřehá krutost, zákeřnost a podlost. Na jeho fyziognomii je nejvýraznější dolní předkus, dle Páťových slov zákus. Způsobil si ho skokem do vypuštěného bazénu a od té doby má charakteristickou výslovnost. Páťa je menší postavy, má neustále rozcuchané vlasy a je věčně neoholený. Doma chodí v pyžamu nebo teplácích, do společnosti si bere sportovní soupravu, kterou považuje za sváteční oblek. Neodmyslitelně k němu patří láhev piva a cigarety. Před převratem vyráběl v ČKD hlavně hlavně. Nyní je nezaměstnaný s občasnými příjmy z pochybného podnikání nebo krátkodobých pracovních poměrů - krátce zaměstnán jako výrobce budek pro ptáky u firmy Pěnkava, hlídač parkoviště, revizor, vymahač dluhů, nebo nájemce veřejných záchodků. Neúspěšně kandidoval na prezidenta republiky s počtem jednoho kladného hlasu. Účastnil se několika konkurzů, např. na rozhlasového hlasatele, ale v zásadě je to parazit, který svou nečinnost skrývá za fakt, že skýtané práce jsou "pod jeho úroveň" a na celou rodinu nechá dřít svoji ženu Boženu. Občas se pokusí o drobný podvod, což se mu většinou vymstí. Po těle má vytetováno několik hesel, mimo jiné „Ať žije košický vládní program!“. Jeho jedinými kamarády jsou Kotek (ten ho ale systematicky podráží), Mirko Hýl (z nouze ctnost) a sešlost primitivních hospodských povalečů v hospodě U stromu.
Božena Tlučhořová (soprán)
Páťova žena. Spolupracovnice StB, krycí jméno Rettigová. 55 let. S Páťou mají dvě dospělé děti. Pravdomluvného, hodného a velmi naivního Patrika, který je s ostatními z rodiny v rozporu a nesouhlasí s jejich názory a postoji. Ze svých ideálů ale postupně slevuje a stane se z něj nešikovný policista. Potom Růženu, pubertálně zastydlou, milující diskotéky a vydělávající si na živobytí občasnou prostitucí. Do rodiny patří ještě Růženin malý syn Dominik, u kterého se dlouho spekulovalo o tom, že jeho otcem je Mirko Hýl. Později se ukázalo, že ho má Růžena se záhadným Vietnamcem jménem Jang-c´-tiang. Božena Tlučhořová působí dojmem dobrosrdečné, typické české mámy, je však velmi naivní, jednoduchá, má mnohé předsudky a často je nesnesitelně a hlučně upovídaná. Na hlavě nosí helmovitou trvalou. Pracuje jako kuchařka ve školní jídelně, krade tam dětem jídlo a nosí ho domů. Zastává názor, že děti mají jíst především přílohy. Od té doby, co je školní kuchyně zprivatizovaná, jsou krádeže jídla složitější, neboť soukromý podnikatel si to hlídá. Její matka se jmenovala Hilda Krocanová, její sestra Hermína žila v Německu. Trpí nadváhou, se kterou příležitostně marně bojuje. Její jedinou zálibou je péče o rodinu, kterou také takřka výhradně živí.
Mirko Hýl (baryton)
Básník. V StB měl krycí jméno Rybák. Je mu něco mezi 70 - 80 lety. Do rodiny Tlučhořových se vetřel už v prvním díle, kdy tvrdil, že je jejich vzdálený příbuzný a že druhý den odjede do Paříže. Zůstal u nich přes dvacet let. Podle svého vyjádření přijel z Vimperka, z jeho slov si ovšem člověk nikdy nemůže být jist, co je pravda a co lež. Tlučhořovi ho ve své domácnosti trpí a žije u nich téměř zadarmo. Jméno Mirko Hýl je údajně pouze pseudonym, jeho pravé jméno je Jaroslav Lulo, jak přiznal, když vyplňoval daňové přiznání, které mu ovšem přišlo na jméno Hýl. Z toho se dá usuzovat, že šlo o lež. Ostatně celá jeho minulost je zahalena mlhou a Mirko ji upravuje dle toho, jak se mu to zrovna hodí. Dle svých slov žil mnoho let v Paříži, což ale popřela sama jeho matka, která tvrdí, že celý život nevytáhl paty z Chlumce. Svoji matku mimochodem nešťastnou náhodou zabil při návštěvě v domově důchodců. Má knírek, nosí bohémský baret, brýle a možná tupé. Jeho šaty prozrazují sice eleganci, ale falešnou a trochu nedbalou až špinavou. Hraje si na intelektuála, ale zjevně jde o pózu. Občasně si přivydělává po restauracích prodejem květin, které krade na hřbitovech z hrobů. Rád pije červené víno, tzv. "mléko starců", oblíbená značka je Beaujolais. V mladším věku byl údajně učitelem na dívčím gymnáziu, kde sexuálně obtěžoval žačky, za což si prý odseděl 17 let v Plzni na Borech. Některé z jeho básnických sbírek: Hledej v sobě skryté chyby druhých, Žena je poupě, Kosy, kameny a kozy, Svoboda ve mě, já ve svobodě, Jak se strana zazelenala, Der Sturm, Panic na nic, Než mě pochopili, Večer s rajdou, Stud, Blanka, Mléko starců, Hlasy ze západu, Měkké znaky lásky, Noc se Cyranem neboli Dlouhonosá noc, Sibiř a přehrada, Ticho ve mně, Stalinovy děti, Sametový vrabec.
Rudá Marie (soprán)
Páťova známá ze starých dob, udavačka StB, krycí jméno Kabrhelová. Žije ve vzpomínkách, dnešnímu světu nerozumí. Prodělala mrtvici. Na klopě nosí odznak s podobiznou Rosy Luxemburgové. Je jí 84 let.
Klíčník (basbaryton)
Povoláním hospodský, s výraznou nadváhou. Trápí jej neustálé pálení žáhy, takže se pořád shání po Gastrogelu. Je mu zhruba 70 let.
Vedoucí Staněk (baryton)
Šéf ilegální komunistické buňky. Krycí jméno Arnošt. Má vždy v zásobě mnoho úderných hesel, která autoritativně vykřikuje. Asi 70 let.
Staliňák (tenor)
Starý senilní komunista, měl rovněž přezdívku Zápotocký. V jednom díle se zmiňuje o tom, že mu Julius Fučík dluží prachy. Asi 90 let. 